# Enpartisystem
Enpartisystem är en typ av partisystem som kännetecknas auktoritarianism, där ett parti blir instrumentet för utövandet av den politiska makten i landet även om fler partier (icke oberoende sådana) kan finnas representerade i parlamentet. Även om likhetstecken inte kan sättas mellan enpartistater och kommunistiska stater (även många icke-kommunistiska auktoritära regimer har förlitat sig på ett enda parti för sin maktställning) kan dessa stater användas som exempel på auktoritära system och hur makten konsolideras till ett monopolparti.
För de kommunistiska partierna fanns en rad metoder för att institutionaliserade sin makt och nå sin dominerande ställning. Bland annat kontrollerade partierna de högsta tjänsterna inom staten, utövade genomgripande övervakning av samhället, granskade utnämningar till viktiga poster, bedrev agitation och propagandaverksamhet. Våld och fruktan för våld kunde också bidra till att partiet uppnådde sitt mål, där den hemliga polisen var ett viktigt verktyg (se exempelvis NKVD/KGB i Sovjetunionen) för att identifiera oönskade samhällsmedborgare ("klassfiender", "kontrarevolutionärer" och så vidare) – ett system som fungerade fullt ut i synnerhet under Stalin: "Sannolikt den mest systematiska penetration av ett samhälle som något politiskt parti någonstans någonsin åstadkommit.